# 백수정 (고려)
백수정(白守貞, ? ~ 1217년)는 고려 중기 ~ 후기의 문신이자 장군이다. 호는 옥계. 본관은 임천으로 추정된다. 거란 유종(遺種)과의 전쟁에서 전사하였다.

## 생애
고려 희종조에 경상도 안찰사를 지냈다. 1216년(고종 3) 8월 지어사대사(知御史臺事)로 있을 때 거란유종(契丹遺種, 大遼收國의 거란족 유민)이 영삭진(寧朔鎭)과 정융진(定戎鎭) 침범하다가 마침내 압록강을 건너 영변(寧邊), 삭주(朔州)에 침입하여 각처에서 약탈과 방화 등 갖은 만행을 자행하였다. 이들을 격퇴하기 위해 편성된 고려군 삼군(三軍)의 조직에서 중군(中軍)은 상장군 노원순(盧元純)을 병마사(兵馬使)로, 지어사대사(知御史臺事) 백수정(白守貞)을 지병마사(知兵馬事)로, 좌간의대부(左諫議大夫) 김온주(金蘊珠)를 부사(副使)로 삼고, 우군(右軍)은 상장군 오응부(吳應富)를 병마사(兵馬使)로, 최종준(崔宗俊)을 지병마사로, 시랑(侍郞) 유세겸(庾世謙)을 부사로 삼았으며, 후군(後軍)은 대장군(大將軍) 김취려(金就礪)를 병마사(兵馬使)로, 최정화(崔正華)를 지병마사로, 진숙(陳淑)을 부사로 삼았다.
함께 출병하여 초기에는 적을 맞아 여러 차례 전투에서 승리하면서 북상하였다. 이후 대장군(大將軍)으로 승진하였다. 북상하던 고려군이 1217년(고종 4) 3월 안주(安州)에 주둔한 적을 공격하다가 태조탄(太祖灘)(평안북도 박천군에 있는 강)에서 비를 만나 행군을 멈추고 주연을 벌이며 방비를 소홀히 하였다. 이 틈을 탄 거란유종(契丹遺種)의 대군이 기습해와 크게 패하였다. 태조탄전투에서 대장군(大將軍) 이의유(李義儒), 장군(將軍) 이희주(李希柱) 등과 함께 전사하였다.

## 가족관계
- 부인 : 최씨(崔氏)